# 兴业乡
兴业乡，是中华人民共和国四川省雅安市天全县下辖的一个乡镇级行政单位。2019年12月，兴业乡马子村所属行政区域划归新场镇管辖。

## 行政区划
兴业乡下辖以下地区：
峡口村、陇窝村、大深村、马子村、罗家村、罗李村、甘云村、陈家村、滥池村、柑子村、白岩村、复兴村、铜厂村和高桥村。